# Викарни епископ хумски
Викарни епископ хумски је некадашња титула коју је носио викарни архијереј у Српској православној цркви. Била је почасна титула помоћном епископу митрополита дабробосанског или епископа захумско-херцеговачког и приморског.
Одлуком Светог архијерејског сабора Српске православне цркве од 13. до 15. маја 1999. године за епископа хумског (викара Епархије захумско-херцеговачке и приморске) изабран је игуман Григорије (Дурић), настојатељ манастира Тврдош. Исте године он је изабран за епархијског епископа захумско-херцеговачког и приморског након архијерејског умировљења Атанасија (Јевтића).
Одлуком Светог архијерејског сабора, која је донета на заседњу одржаном од 10. до 19. маја 2004. године, за епископа хумског је изабран Максим (Васиљевић), који није постављен на службу викарног епископа у Захумско-херцеговачкој, већ у суседној Дабробосанској епархији. Међутим, од 2006. године он је епархијски епископ западноамерички, а дужност хумског епископа обавља епископ Јован Станојевић.

## Епископи
- Григорије Дурић (1999)
- Максим Васиљевић (2004—2006)
- Јован Станојевић (2021—)